# Rasa de Santgrà
La Rasa de Santgrà és un torrent afluent per la dreta de la Riera de Matamargó, al Solsonès.

## Municipis per on passa
El curs de la Rasa de Santgrà transcorre íntegrament pel terme municipal de Pinós.

## Xarxa hidrogràfica
La xarxa hidrogràfica de la Rasa de Santgrà està constituïda per 16 cursos fluvials que sumen una longitud total de 12.171 m.

### Distribució municipal
El conjunt de la xarxa hidrogràfica de la Rasa de Santgrà transcorre íntegrament pel terme municipal de Pinós.